# Radoveț, Haskovo
Radoveț (în bulgară Радовец) este un sat în comuna Topolovgrad, regiunea Haskovo,  Bulgaria. 

## Demografie
Componența etnică a satului Radoveț
     Bulgari (90,52%)
     Romi (7,66%)
     Nicio identificare (1,11%)
     Altele (0,69%)
La recensământul din 2011, populația satului Radoveț era de 718 locuitori. Din punct de vedere etnic, majoritatea locuitorilor (90,52%) erau bulgari, cu o minoritate de romi (7,66%). Pentru 1,11% din locuitori nu este cunoscută apartenența etnică.